# Đorđe Lazić (pallanuotista)
Đorđe Lazić (in serbo Ђорђе Лазић?; Belgrado, 19 maggio 1996) è un pallanuotista serbo, centroboa dello Jadran Herceg Novi.

## Carriera

### Club
Il 28 maggio 2020 viene ufficializzato il suo approdo nel AN Brescia. Chiude la prima stagione in Italia con la vittoria dello scudetto, secondo della storia del club bresciano.

## Palmarès

### Club

#### Trofei nazionali
- Campionato italiano: 1

AN Brescia: 2020-21
- Coppe Italia: 1

AN Brescia: 2023-24
- Campionato serbo: 4

Partizan: 2014-15, 2015-16, 2016-17, 2017-18
- Coppa di Serbia: 3

Partizan: 2015-16, 2016-17, 2017-18
- Campionato montenegrino: 1

Jadran H.N.: 2025